# Calauag
Calauag is een gemeente in de Filipijnse provincie Quezon op het eiland Polillo. Bij de laatste census in 2010 telde de gemeente ruim 69 duizend inwoners.

## Geografie

### Bestuurlijke indeling
Calauag is onderverdeeld in de volgende 81 barangays:
| - Agoho - Anahawan - Anas - Apad Lutao - Apad Quezon - Apad Taisan - Atulayan - Baclaran - Bagong Silang - Balibago - Bangkuruhan - Bantolinao - Barangay I - Barangay II - Barangay III - Barangay IV - Barangay V - Bigaan - Binutas - Biyan - Bukal | - Buli - Dapdap - Dominlog - Doña Aurora - Guinosayan - Ipil - Kalibo - Kapaluhan - Katangtang - Kigtan - Kinalin Ibaba - Kinalin Ilaya - Kinamaligan - Kumaludkud - Kunalum - Kuyaoyao - Lagay - Lainglaingan - Lungib - Mabini | - Madlangdungan - Maglipad - Maligaya - Mambaling - Manhulugin - Marilag - Mulay - Pandanan - Pansol - Patihan - Pinagbayanan - Pinagkamaligan - Pinagsakahan - Pinagtalleran - Rizal Ibaba - Rizal Ilaya - Sabang I - Sabang II - Salvacion - San Quintin | - San Roque Ibaba - San Roque Ilaya - Santa Cecilia - Santa Maria - Santa Milagrosa - Santa Rosa - Santo Angel - Santo Domingo - Sinag - Sumilang - Sumulong - Tabansak - Talingting - Tamis - Tikiwan - Tiniguiban - Villa Magsino - Villa San Isidro - Viñas - Yaganak |

## Demografie
Calauag had bij de census van 2010 een inwoneraantal van 69.223 mensen. Dit waren 252 mensen (0,4%) minder dan bij de vorige census van 2007. Ten opzichte van de census van 2000 was het aantal inwoners gegroeid met 3.316 mensen (5,0%). De gemiddelde jaarlijkse groei in die periode kwam daarmee uit op 0,49%, hetgeen lager was dan het landelijk jaarlijks gemiddelde over deze periode (1,90%).

De bevolkingsdichtheid van Calauag was ten tijde van de laatste census, met 69.223 inwoners op 324,71 km², 213,2 mensen per km².